# 侯莫陈毅
侯莫陈毅（577年—650年），复姓侯莫陳氏，字小苟，代郡武川（今内蒙古武川）人，隋朝、唐朝官员。

## 生平
侯莫陈毅是侯莫陈晖第六子，隋文帝开皇十一年（591年），任千牛左右。晋王杨广请求父亲把侯莫陈毅作为自己的属下。开皇二十年（600年），杨广为皇太子，以侯莫陈毅为右千牛左右，检校右内率府司马。大业元年（605年），侯莫陈毅的兄长侯莫陈惠因为是汉王杨谅的属下，侯莫陈毅被牵连免官。大业七年（611年），直殿内省。大业八年（612年），随隋炀帝到辽东征讨高句丽，担任右卫行军长史。大业九年（613年），任左骁卫鹰扬府鹰扬郎将。大业十一年（615年），担任行军总管，领鹰扬、鹰击等九十七人，号称十万，防御突厥。大业十二年（616年），和屈突通攻打胡贼有功，任正议大夫、左骁骑武牙郎将。义宁元年（617年），归顺李渊，从军讨伐薛举。义宁二年（618年），讨伐王世充，任右元帅左一总管司马，武德元年（618年），唐朝建立，转任上开府，武德二年（619年），任尚乘奉御。武德三年（620年）改任尚衣奉御。武德五年（622年），任汴州都督府司马。武德九年（626年），封为南宾县开国男。唐太宗贞观二年（628年），任宁远将军、行奉车都尉。贞观十年（636年），任齐王帐内府典军。唐高宗永徽元年（650年）正月廿八，在洛阳去世，终年七十四岁。

## 家庭

### 曾祖
- 侯莫陈兴，北魏殿中将军、羽林监，后以子崇著勋，追赠柱国、太保、司空、特进、清河郡公

### 祖父
- 侯莫陈崇，北周八柱国大都督、雍州牧、尚书令、大宗伯、大司空、大司徒、太保、梁国刚公

### 父亲
- 侯莫陈晖，北周车骑将军、骠骑将军，隋大将军、易州刺史、左武候大将军、长利郡宜公

### 兄长
- 侯莫陈惠，侯莫陈晖第三子，杨谅属下任职

### 夫人
- 兰陵萧氏（？—640年），梁明帝第七女，封兰陵县君

### 子
- 侯莫陈哲